# Середогощ
Середогощ —  деревня в Батецком районе Новгородской области России.  Входит в состав Мойкинского сельского поселения.

## География
Деревня находится в северо-западной части Новгородской области, в зоне хвойно-широколиственных лесов, на левом берегу ручья Коносек, в 6 км к востоку от реки Луга, в 3 км северо-восточнее деревни Огурково. К востоку от деревни — болото Хотинский Мох.

## История
Упоминается в писцовых книгах Шелонской пятины 1498 года как Середогощ над Мхом, в писцовых книгах 1571 года деревня Сабельского погоста с названием Середогоща. В Новгородской губернии деревня относилась к Самокражской волости Новгородского уезда.  
До 2010 года входила в состав Вольногорского сельского поселения, объединенного с Мойкинским согласно Закону Новгородской области от 30 марта 2010 г. N 714-ОЗ  . 

## Население
| 2010 |
| ---- |
| 0    |

## Инфраструктура
Личное подсобное хозяйство, индивидуальная застройка.

## Транспорт
К деревне идет лесная дорога из Огурково. 